# Stadio comunale Paschetto
Lo Stadio comunale Gianfranco Paschetto è lo stadio di baseball della città di Torino, nel quartiere Lingotto.
Situato nel Parco del Lingotto e gestito dal Centro sportivo "Il Paschetto", è composto principalmente da un campo principale dotato di illuminazione e tribuna da mille posti, da un campo da softball dotato di illuminazione e tribuna da novantanove posti, da un campo per la categoria Under-12 e da una tensostruttura riscaldata.

## Storia
La costruzione dell'impianto avvenne durante gli anni '70.
Nel 1983 lo stadio fu una delle sedi che ospitarono alcune partite degli Europei 1983, disputatisi in Italia. Nel giugno 1996, la Juventus '48 Torino vinse qui in casa la Coppa CEB di quell'anno, trofeo disputato tra club non qualificati per la Coppa dei Campioni.
Nella notte del 20 marzo 2003, parte della copertura dello stadio subì un cedimento strutturale. A seguito di ciò, un anno dopo venne rimossa la copertura in cemento armato, mentre due anni dopo venne ultimata una nuova copertura in legno.
Lo stadio tornò ad ospitare un evento maggiore di rilevanza internazionale nel settembre del 2009, quando vennero disputate tre partite dei Mondiali 2009, tra cui la sfida tra Italia e Stati Uniti terminata 3-12 in favore dei nordamericani. In occasione della competizione, l'impianto fu rinnovato con una serie di interventi.
In occasione degli Europei 2021, organizzati in Piemonte nelle sedi di Torino, Avigliana e Settimo, lo stadio torinese ha ospitato tredici incontri, tra cui la finalissima e la finale per il terzo posto.

## Utilizzo
Il campo grande viene utilizzato per le gare interne dei Grizzlies Torino 48, mentre in quello piccolo si svolgono le gare interne del Jacks Softball Torino.